# Pero notodontina
Pero notodontina är en fjärilsart som beskrevs av Thierry-mieg 1904. Pero notodontina ingår i släktet Pero och familjen mätare. Inga underarter finns listade i Catalogue of Life.